# Mask thanh quản
Mask thanh quản hay mặt nạ thanh quản là thiết bị y tế giúp đường thở của bệnh nhân luôn thông thoáng trong khi gây mê hoặc khi bất tỉnh. Bác sĩ gây mê sử dụng mask thanh quản để đưa oxy hoặc thuốc mê dạng hít đến phổi trong khi phẫu thuật.
Mask thanh quản gồm một ống dẫn khí nối với mask hình elip có cuff (cớp/vòng bít). Mask được đưa qua miệng bệnh nhân, xuống khí quản và bịt kín hoàn toàn vùng trên thanh môn (không giống như ống khí quản là đi qua thanh môn) cho phép nhân viên y tế quản lý đường thở an toàn.
Bác sĩ gây mê người Anh Archibald Brain là người phát minh mask thanh quản vào đầu thập niên 1980. Tháng 12 năm 1987, mask thanh quản được đưa vào thương mại tại Vương quốc Anh. Ngày nay mask thanh quản vẫn được sử dụng rộng rãi trên toàn thế giới và có nhiều loại mask thanh quản chuyên dụng.

## Công dụng
Mask thanh quản truyền oxy và thuốc gây mê dạng hít đến phổi. Dụng cụ này được sử dụng trong khi gây mê hoặc khi bệnh nhân bất tỉnh. Mask thanh quản được thiết kế để dễ dàng bảo vệ đường thở và thông khí cho bệnh nhân. Ưu điểm là mask dễ đặt hơn đặt nội khí quản trong trường hợp thiếu thuốc giãn cơ và ống soi thanh quản (lưỡi đèn thanh quản). Mask thanh quản ít khả năng làm gãy răng hoặc tổn thương thanh quản. Mask tự nó tạo ra đệm kín khí. Cuff có nhiều kích cỡ.
Mask thanh quản có thể là giải pháp thay thế cho việc sử dụng mask khi sử dụng bóng Ambu để ngăn chặn tình trạng căng phồng dạ dày.

## Chống chỉ định
Mask thanh quản thường không được sử dụng trong các ca phẫu thuật có nguy cơ cao hít phải chất chứa trong dạ dày. Yếu tố này hay gặp đối với những ca phẫu thuật kéo dài hơn 2 giờ. Mask thường sử dụng áp lực bơm hơi thấp, do đó có thể không phù hợp ở những bệnh nhân mắc những căn bệnh gây ra độ giãn nở phổi thấp. Vì kích thước mask thường lớn và choán vị trí không gian nhiều hơn so với đặt nội khí quản nên mask thường không được sử dụng để phẫu thuật miệng và cổ họng.
Không nên dùng cho người bệnh còn tỉnh vì có nguy cơ kích thích phản xạ nôn.

## Biến chứng
Mask thanh quản để lại nhiều khoảng chết giải phẫu trong khí quản hơn so với đặt nội khí quản. Hậu quả là làm giảm quá trình oxygen hóa của phổi và loại bỏ carbon dioxide. Mask cũng làm tăng nhẹ sức cản đường thở. Các biến chứng nghiêm trọng hơn bao gồm nôn mửa khi đang đeo mask thanh quản (có khả năng dẫn đến hít phải chất chứa trong dạ dày).
Mặc dù mask thanh quản được thiết kế đặc biệt để dễ đặt, nhưng khả năng thông khí mà dụng cụ này mang lại có thể không đủ. Nguyên nhân có thể là sự biến đổi trong giải phẫu cổ, vị trí cổ bất thường, tuột cuff, mask không đủ dài để đến thanh quản (hoặc mask quá dài), mask bị gập lại trong họng. Vì những lý do này, cần chụp X quang để đảm bảo rằng đường thở qua mask thanh quản ở đúng vị trí.

## Kỹ thuật

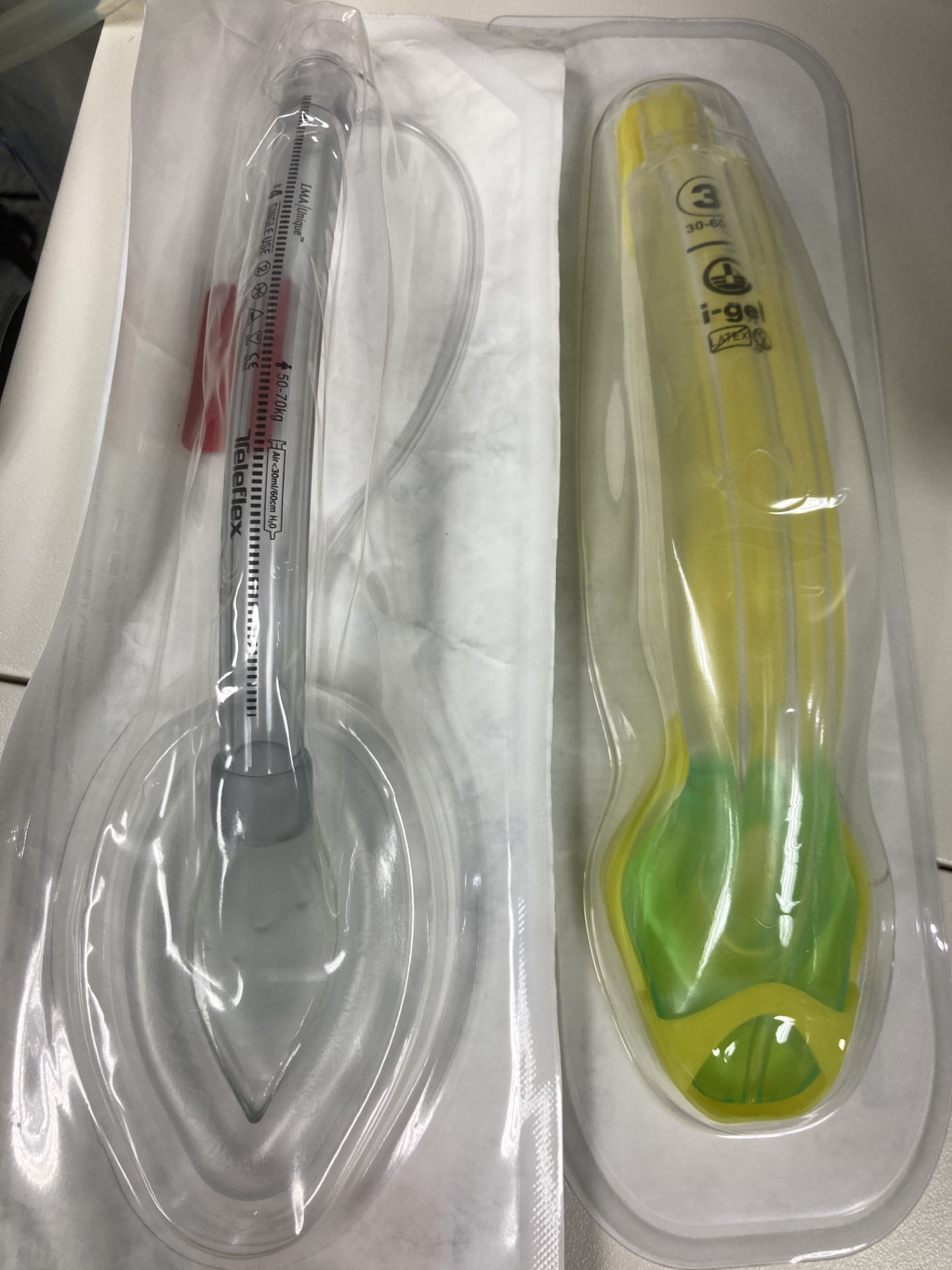
Mask thanh quản đựng được đóng gói để giữ vô khuẩn

Mask thanh quản trước tiên phải được khử trùng hoàn toàn (có thể tái sử dụng nhiều lần). Cần thực hiện kiểm tra tiêu chuẩn chất lượng của dụng cụ, chẳng hạn như kiểm tra vết nứt trên nhựa. Đối với cuff bơm hơi, cuff phải được bơm căng và xì hơi trước khi đặt vào đường thở bệnh nhân để đảm bảo cuff hoạt động bình thường. Một tay cầm mask như cầm bút, di chuyển mask qua miệng và cổ họng của bệnh nhân, khi bệnh nhân được nâng cằm để làm thẳng đường thở. Ống dẫn khí của mask thanh quản cần được bôi trơn để đặt dễ dàng hơn.
Sau khi đặt mask vào đường thở đúng cách, cần bơm cuff đủ áp lực để tánh tuột. Mask cần phù hợp với cấu trúc giải phẫu của cổ, phần lõm của mask hướng vào khoảng trống giữa các dây thanh âm. Đầu của mask thanh quản nằm trong cổ họng áp vào cơ thắt thực quản trên.

## Lịch sử

### Mask thanh quản thương mại đầu tiên
Ngày 5 tháng 12 năm 1987, mask thanh quản LMA Classic, có cuff làm bằng silic, được sản xuất tại nhà máy do The Laryngeal Mask Company Limited phân phối. LMA Classic ra mắt tại Anh và cộng đồng gây mê ở Anh nhanh chóng nhận ra những lợi ích tiềm tàng của mask thanh quản. Trong vòng 3 năm kể từ khi ra mắt tại Anh, thiết bị này được sử dụng ở ít nhất 2 triệu bệnh nhân và có mặt ở mọi bệnh viện. Đến năm 1992, mask thanh quản được phép thương mại ở Úc, New Zealand, Hàn Quốc, Hồng Kông, Đài Loan, Malaysia, Ấn Độ và Hoa Kỳ. Cộng đồng gây mê kêu gọi ban hành các hướng dẫn thực hành. Năm 1992, ASA ủy quyền cho một lực lượng đặc nhiệm thiết lập các hướng dẫn thực hành để xử lý các tình huống đường thở khó. Phác đồ ASA cho đường thở khó được xuất bản vào năm 1993 và nhấn mạnh cần đặt sớm đặt mask thanh quản nếu thông khí bằng mask thông thường chưa cung cấp đủ lượng oxy. Mask thanh quản tạo nên một cuộc cách mạng trong thực hành gây mê. Đến năm 1995 hơn 100 triệu bệnh nhân được sử dụng và có mặt ở hơn 80 quốc gia trên toàn thế giới. Mask thanh quản hiện được chấp nhận rộng rãi như một hình thức kiểm soát đường thở. Từ năm 1988 đến năm 2017, hơn 200 triệu bệnh nhân đã được sử dụng mask thanh quản. 